# Martin Dougoud
Martin Dougoud (19 de mayo de 1991) es un deportista suizo que compite en piragüismo en la modalidad de eslalon.
Ganó una medalla de bronce en el Campeonato Mundial de Piragüismo en Eslalon de 2023 y dos medallas de bronce en el Campeonato Europeo de Piragüismo en Eslalon, en los años 2020 y 2024. En los Juegos Europeos de Cracovia 2023 consiguió una medalla de plata en la prueba de K1 individual.
Participó en dos Juegos Olímpicos de Verano, en los años 2020 y 2024, ocupando el quinto lugar en París 2024, en la prueba de K1 cross.

## Palmarés internacional
| Campeonato Mundial | Campeonato Mundial      | Campeonato Mundial | Campeonato Mundial  |
| Año                | Lugar                   | Medalla            | Competición         |
| ------------------ | ----------------------- | ------------------ | ------------------- |
| 2023               | Londres (Reino Unido)   | Medalla de bronce  | K1 cross            |
| Juegos Europeos    |                         |                    |                     |
| Año                | Lugar                   | Medalla            | Competición         |
| 2023               | Cracovia (Polonia)      | Medalla de plata   | K1 individual       |
| Campeonato Europeo |                         |                    |                     |
| Año                | Lugar                   | Medalla            | Competición         |
| 2020               | Praga (República Checa) | Medalla de bronce  | K1 por equipos      |
| 2024               | Tacen (Eslovenia)       | Medalla de bronce  | K1 cross individual |